# Hüseyin Tabak

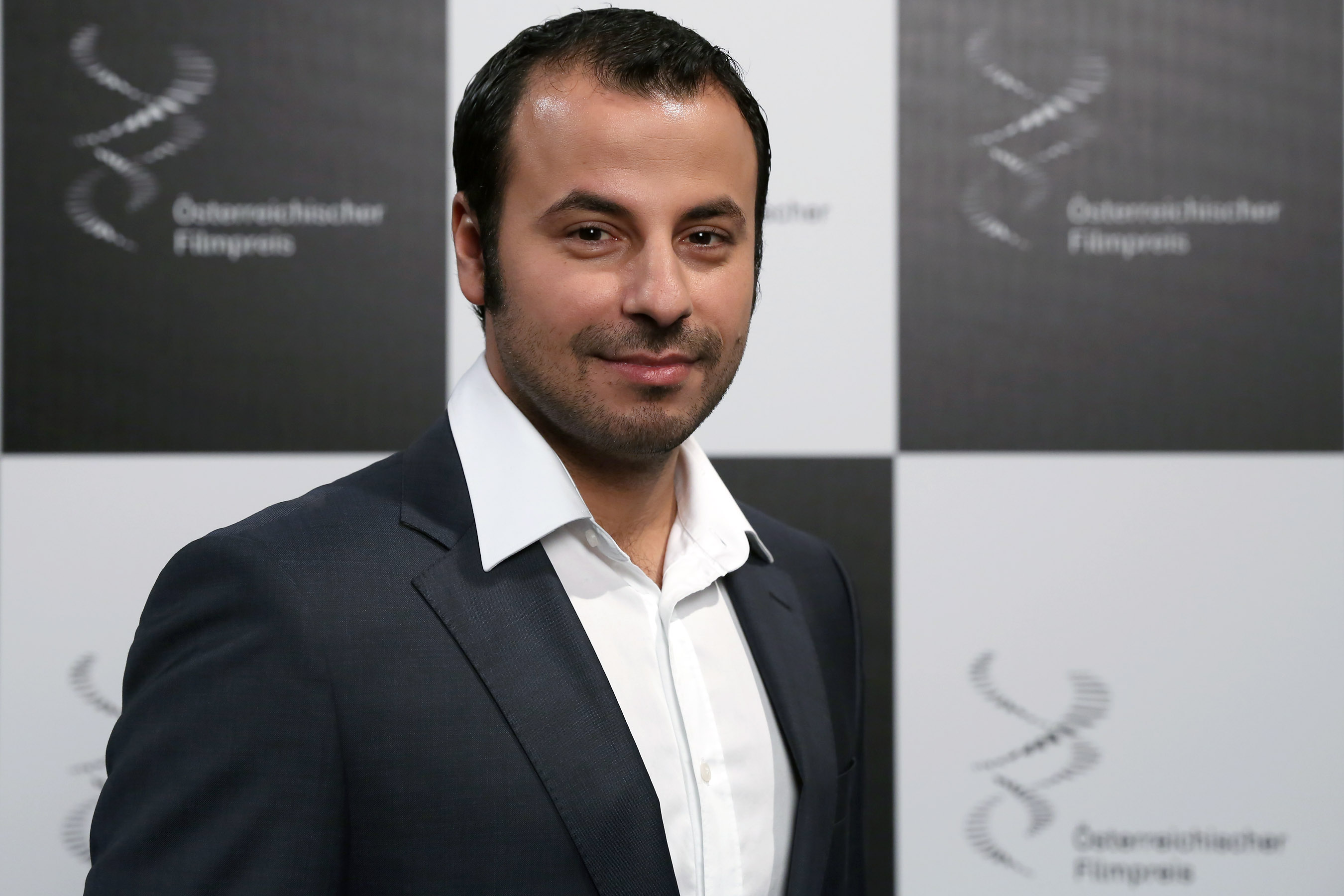
Hüseyin Tabak bei der Verleihung des Österreichischen Filmpreises 2014

Hüseyin Tabak (* 15. Juli 1981 in Lemgo) ist ein deutscher Filmregisseur, -produzent und Drehbuchautor.

## Leben
Hüseyin Tabak stammt aus einer alevitischen Einwandererfamilie aus der Türkei und wuchs in der Kurstadt Bad Salzuflen in Deutschland auf. Obwohl seine Eltern kurdischer Abstammung sind, wurde zu Hause hauptsächlich Türkisch gesprochen. 1995 erlangte Hüseyin mit seiner Familie die doppelte Staatsbürgerschaft.
Seine Schulzeit am städtischen Gymnasium schloss er mit dem Abitur ab. In der Oberstufe verbrachte er ein Austauschjahr in den USA, bevor er mit 22 Jahren nach Hamburg zog, um an Filmsets zu arbeiten. Nach ersten Praktikumsjobs arbeitete er sich  zwischen 2003 und 2006 vom Set-Assistenten und Produktionsfahrer zum Aufnahmeleiter und Regieassistent hoch. Während er so durch mehr als 20 Spielfilme Einblick in das Filmgeschäft erhielt, drehte er zeitgleich in Eigenregie mehrere Kurzfilme. 2006 bewarb er sich schließlich an der Filmakademie Wien, wo er für die Studienfächer Regie und Drehbuch aufgenommen wurde. 2010 beendete er das Studium. Seine Regieprofessoren waren Michael Haneke und Peter Patzak.
Nach dem Studium in Österreich kehrte er nach Deutschland zurück, wo er seither als Regisseur, Drehbuchautor und Produzent von Dokumentar- und Spielfilmen aktiv ist.
Hüseyin Tabak lebt in Enger, ist verheiratet und hat zwei Söhne. Er ist Mitglied der Akademie des Österreichischen Films.

## Werk
Tabaks erster, im Zuge des Studiums an der Filmakademie Wien realisierter Kurzfilm Cheeese... (2008) wurde auf über 70 internationalen Festivals gezeigt, gewann mehrere Auszeichnungen und wurde seitens seiner Universität ins Rennen um die Student Academy Awards geschickt.
Schon kurz darauf drehte er mit dem Dokumentarfilm Kick Off (2010) seinen ersten Kinofilm, der beim Filmfestival Diagonale in Graz den Publikumspreis sowie den Preis der Jugendjury gewann und Tabak erstmals zu erhöhter Aufmerksamkeit innerhalb der österreichischen Filmbranche verhalf. Im Herbst desselben Jahres folgte auch der im Zuge der Viennale vergebene Wiener Filmpreis für den besten Dokumentarfilm.

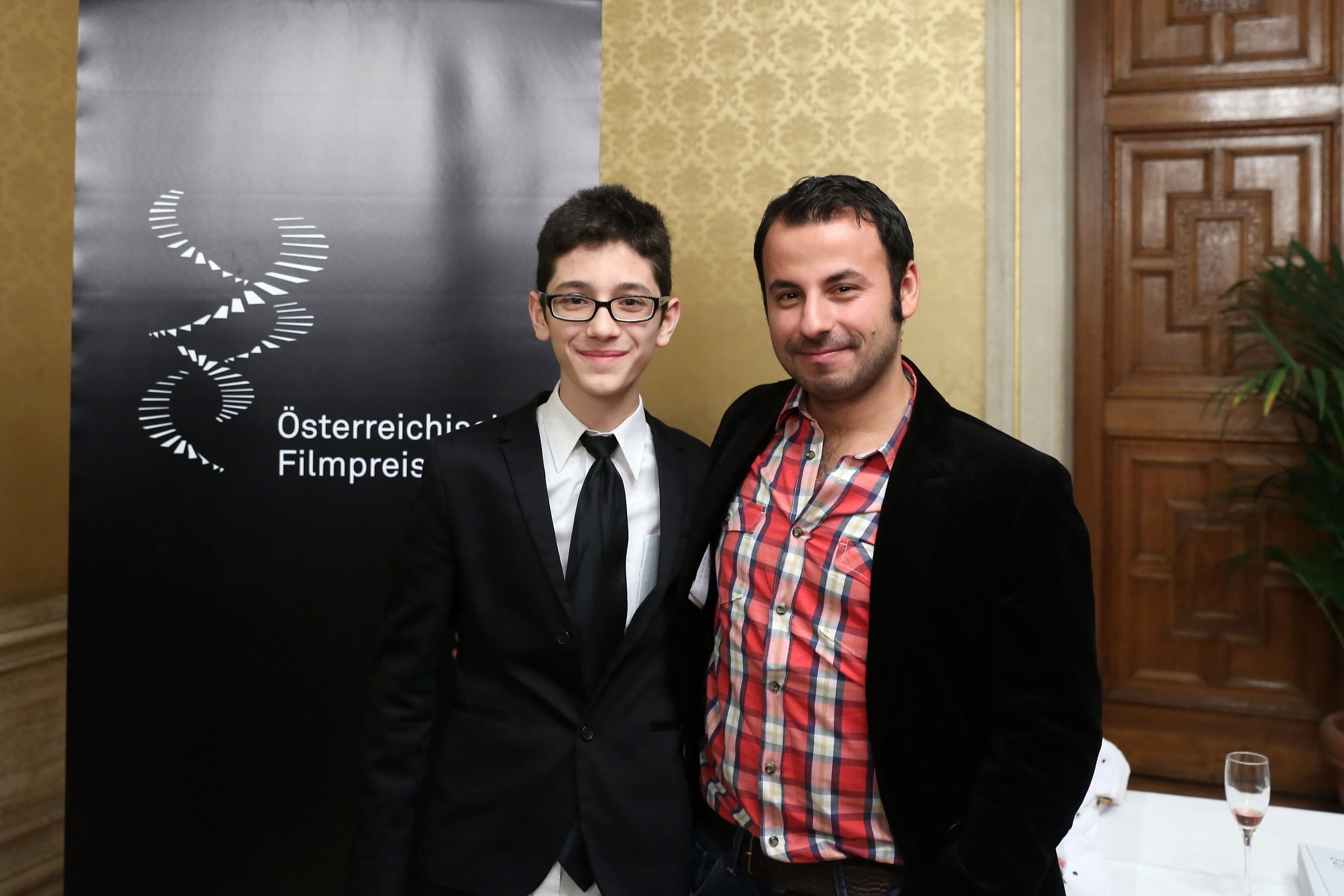
Tabak mit Abdulkadir Tuncer, dem Hauptdarsteller aus Deine Schönheit ist nichts wert

2012 stellte er im Hauptwettbewerb des Internationalen Filmfestival Karlovy Vary seinen ersten Kinospielfilm Deine Schönheit ist nichts wert vor, der in Folge weltweit auf über 50 Festivals gezeigt wurde und mehr als 20 Preise gewann. Darunter waren sechs Auszeichnungen beim Filmfestival in Antalya (Türkischer Filmpreis), unter anderem für den besten Film, das beste Drehbuch und den besten Hauptdarsteller (Abdulkadir Tuncer). Beim Österreichischen Filmpreis 2014 gewann der Film in vier Kategorien (Bester Film, Beste Regie, Bestes Drehbuch und Beste Musik).
2012 kam auch mit dem auf einem Drehbuch von Milan Dor basierenden Kinderfilm Das Pferd auf dem Balkon Tabaks zweiter Spielfilm in die Kinos. Dieser wurde ebenfalls erfolgreich auf internationalen Filmfestivals gezeigt, darunter dem Toronto International Film Festival, dem Giffoni Film Festival und dem deutschen Kinder-Medien-Festival Goldener Spatz, wo er 2013 die Preise für das beste Drehbuch und den besten Hauptdarsteller (Enzo Gaier) gewann. Beim internationalen Kinderfilmfestival Lucas in Frankfurt am Main wurde er mit dem Publikumspreis und auf dem Chicago International Children’s Film Festival mit dem Preis für den besten Kinderfilm ausgezeichnet.
2017 feierte sein Dokumentarfilm Die Legende vom hässlichen König Premiere auf den Filmfestival in Toronto und gewann im selben Jahr den Preis für den besten Dokumentarfilm bei den Internationalen Hofer Filmtagen.
2019 folgte mit dem Spielfilm Gipsy Queen Tabaks dritter Spielfilm, der auf dem Tallinn Black Nights Film Festival seine Weltpremiere feierte und dort sowohl den Preis der ökumenischen Jury als auch den Preis für die beste Hauptdarstellerin (Alina Șerban) gewann. Zudem gewann Tobias Moretti beim Österreichischen Filmpreis 2020 den Preis für den besten Hauptdarsteller, und Alina Șerban war im selben Jahr für den Deutschen Filmpreis nominiert.
Im Jahr 2020 erfolgte mit der Tatort-Folge Borowski und der Fluch der weißen Möwe Tabaks erste Regiearbeit für das Fernsehen. Der Film feierte am 10. Mai 2020 seine TV-Premiere im Programm von Das Erste. Vier Jahre später kehrt er mit der Folge Siebte Etage aus Köln zum Tatort zurück. Die Veröffentlichung erfolgte am 24. November 2024.

## Filmografie
- 2008: Cheeese... (Regie, Drehbuch, Produzent)
- 2010: Kick Off (Regie)
- 2010: Heim (Regie, Drehbuch)
- 2012: Deine Schönheit ist nichts wert (Regie, Drehbuch, Produzent)
- 2012: Das Pferd auf dem Balkon (Regie)
- 2017: Die Legende vom hässlichen König (Regie, Drehbuch, Produzent)
- 2019: Gipsy Queen (Regie, Drehbuch)
- 2020: Tatort – Borowski und der Fluch der weißen Möwe (Regie)
- 2022: Oskars Kleid (Regie)
- 2022: Strafe – Der Dorn (Regie, Drehbuch)
- 2024: Tatort – Siebte Etage (Regie)

## Auszeichnungen (Auswahl)
- 2010: Wiener Filmpreis für den besten Dokumentarfilm für Kick Off
- 2012: Türkischer Filmpreis beim Filmfestival in Antalya für Deine Schönheit ist nichts wert (Bester Film, Bestes Drehbuch)
- 2014: Österreichischer Filmpreis für Deine Schönheit ist nichts wert (Bester Film, Beste Regie, Bestes Drehbuch)
- 2017: Preis für den besten Dokumentarfilm bei den Internationalen Hofer Filmtagen für Die Legende vom hässlichen König
- 2019: Preis der ökumenischen Jury beim Tallinn Black Nights Film Festival für Gipsy Queen
- 2020: Preis des Kirchlichen Filmfestivals Recklinghausen für Gipsy Queen[6]
- 2023: Bambi In der Kategorie „Film national“ für Oskars Kleid